# Golf de Dieppe-Pourville
Le Golf de Dieppe-Pourville est un parcours de golf situé à Dieppe (Seine-Maritime). Le golf est créé, sur une idée de Charles Delarue, en 1897 par Willie Park, Jr. et est le plus ancien golf normand. 
En 1913 et 1914, il est agrandi sur les plans des architectes William Herbert Fowler et J. Simpson.